# 昂格明德
昂格明德（德語：Angermünde，發音：[aŋɐˈmʏndə] ⓘ）是德国勃兰登堡州乌克马克县的城市，面积324.21平方千米，2023年12月31日人口为13,775人。